# Xã Greenfield, Quận Fairfield, Ohio
Xã Greenfield (tiếng Anh: Greenfield Township) là một xã thuộc quận Fairfield, tiểu bang Ohio, Hoa Kỳ. Năm 2010, dân số của xã này là 5.565 người.